# Івановська (Вельський район)
Івановська (рос. Ивановская) — присілок в Вельському районі Архангельської області Російської Федерації.
Населення становить 64 особи. Входить до складу муніципального утворення Судромське муніципальне утворення.

## Історія
Від 1937 року належить до Архангельської області.
Від 2004 року належить до муніципального утворення Судромське муніципальне утворення.

## Населення
| 2002 | 2010 | 2012 | 2014 |
| ---- | ---- | ---- | ---- |
| 61   | ↗63  | ↗71  | ↘64  |